# Last Recordings by the Late, Great Bassist
Last Recordings by the Late, Great Bassist è un album raccolta di Oscar Pettiford, pubblicato dalla Jazzland Records nel 1962.

## Tracce
Lato A
1. Montmartre Blues Out – 6:45 (Oscar Pettiford) – Registrato il 5/6 luglio 1960 a Copenaghen (Danimarca)
2. Laverne Walk – 5:15 (Oscar Pettiford) – Registrato il 5/6 luglio 1960 a Copenaghen (Danimarca)
3. Two Little Pearls – 5:40 (Oscar Pettiford) – Registrato il 5/6 luglio 1960 a Copenaghen (Danimarca)
4. Blue Brothers – 4:00 (Louis Hjulmand) – Registrato il 22 agosto 1959 a Copenaghen (Danimarca)

Lato B
1. Why Not? That's What! – 7:20 (Oscar Pettiford) – Registrato il 5/6 luglio 1960 a Copenaghen (Danimarca)
2. There Will Never Be Another You – 5:48 (Mack Gordon, Harry Warren) – Registrato il 22 agosto 1959 a Copenaghen (Danimarca)
3. My Little Cello – 3:25 (Oscar Pettiford) – Registrato il 5/6 luglio 1960 a Copenaghen (Danimarca)
4. Willow Weep for Me – 3:00 (Ann Ronell) – Registrato il 5/6 luglio 1960 a Copenaghen (Danimarca)

## Musicisti
Brani A1, A2, A3, B1, B3 e B4
- Oscar Pettiford - contrabbasso
- Allan Botschinsky - tromba
- Erik Nordström - sassofono tenore
- Louis Hjulmand - vibrafono
- Jan Johansson - pianoforte
- Jørn Elniff - batteria

Brani A4 e B2
- Oscar Pettiford - contrabbasso
- Louis Hjulmand - vibrafono
- Jan Johansson - pianoforte[3]